# Syntaza ALA
Syntaza ALA, syntaza kwasu δ-aminolewulinowego (EC 2.3.1.37) – enzym zaangażowany w anabolizm porfiryn. Jest to pierwszy, w kolejności reakcji, enzym tego szlaku metabolicznego.

## Działanie

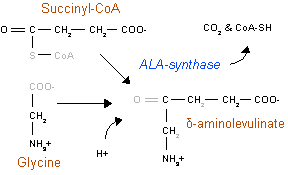
Synteza hemu. ALA-synthase – syntaza ALA, Succinyl-CoA – bursztynylo-CoA, Glycine – glicyna.

Enzym ten występuje w mitochondrium. Reakcja syntezy jest dwuetapowa, do której zajścia niezbędny jest także fosforan pirydoksalu. W pierwszym etapie następuje kondensacja najprostszego z aminokwasów – glicyny i bursztynylo-CoA – metabolitu cyklu kwasów trójkarboksylowych, w wyniku której powstaje α-amino-β-ketoadypinian (sól kwasu 2-amino-3-oksohekasonodiowego) i uwolniony zostaje koenzym A. W kolejnym etapie zachodzi dekarboksylacja α-amino-β-ketoadypinianu, co prowadzi do powstania produktu ostatecznego: δ-aminolewulinianu (ALA) i cząsteczki dwutlenku węgla.

## Izoenzymy
Wyróżnia się dwa izoenzymy, z których pierwszy występuje w wątrobie, kolejny zaś zaopatruje erytrocyty.

### ALAS1
Jest to izoforma wątrobowa. Odpowiada ona za rozpoczęcie syntezy hemu wykorzystywanego przez wiele enzymów, w tym związanych z cytochromem P450, odpowiedzialnych za detoksykację ksenobiotyków, m.in. leków, a także niektórych związków endogennych. Wiąże się to ze skomplikowaną regulacją. Enzym hamuje hem; przypuszcza się także, że pomaga w tym aporepresor. Wzmożone wykorzystanie hemu, np. w przypadku zwiększonej podaży ksenobiotyków, wiąże się ze spadkiem jego ilości w komórce wątroby, a więc wzmaga syntezę. Na aktywność syntazy wpływa też duże stężenie glukozy lub hematyny.

### ALAS2
Izoforma erytroidalna syntezuje prekursory hemu w komórkach szeregu erytrocytarnego, ale nie dojrzałych krwinkach czerwonych, które zaprzestały produkcji hemoglobiny, ze względu na brak mitochondrium. W związku z tym nie działają na nią ksenobiotyki.

## Objawy niedoboru
W przeciwieństwie do kolejnych enzymów uczestniczących w syntezie porfiryn niedobór syntazy ALA nie powoduje porfirii. Jest to pierwszy z biokatalizatorów, nie ma więc poprzednika, który stworzyłby szkodliwe i gromadzące się metabolity.
U ludzi z niedoborem ALAS2 stwierdza się niedokrwistość (związana z chromosomem X niedokrwistość syderoblastyczna). Wśród objawów wymienia się zaniżone wartości poziomu hemoglobiny i zbyt małą liczbę erytrocytów we krwi.